# Napoléon (film, 1955)
Pour les articles homonymes, voir Napoléon (homonymie).
Pour plus de détails, voir Fiche technique et Distribution.
Napoléon est un film franco-italien réalisé par Sacha Guitry en 1954, et sorti en 1955.

## Synopsis
L'épopée de Napoléon Bonaparte racontée par M. de Talleyrand à ses amis ; sa naissance en Corse, ses études à l'école militaire de Brienne, ses fiançailles à Toulon, son arrivée à Paris, sa rencontre avec Joséphine de Beauharnais. Arcole, la campagne d'Égypte, le 18 brumaire, Bonaparte devient premier consul, puis empereur des français. Ses victoires, la campagne de Russie, l'abdication, l'exil sur l'île d'Elbe, Waterloo et enfin l'enfermement à Sainte-Hélène.

## Fiche technique
- Réalisation : Sacha Guitry
- Scénario, Adaptation, Dialogue : Sacha Guitry
- Assistants réalisateur : Patrice Dally, Gérard Renateau, Jean Vivet
- Conseiller (et réalisateur) pour les batailles : Eugène Lourié
- Images : Pierre Montazel, Roger Dormoy, assistés de Ghislain Cloquet
- Opérateurs : Louis Née, Henri Tiquet, John Von Kotze, Raymond Letouzey, André Dumaître, Marcel Franchi, Jean Lallier, Claude Robain
- Musique : Jean Françaix
- Direction musicale : Marc Lanjean
- Chanson :
  - « Plaisir d'amour », interprétée par Luis Mariano (Ritournelle composée en 1760 par Jean-Paul Martini qui adapta les paroles d'un poème de Pierre-Jean Claris de Florian)
  - « Chanson des maréchaux », interprétée par Yves Montand, Armand Mestral et Clément Duhour (écrite par Jean Françaix et Sacha Guitry)[1]
- Décors : René Renoux, assisté de Pierre Tyberghein
- Costumes : Monique Dunan, Paulette Coquatrix, Jacques Cottin
- Montage : Raymond Lamy
- Son : Joseph de Bretagne
- Maquillage : Roger Chanteau, Hagop Arakelian, Marcel Rey
- Scripte : Francine Corteggiani
- Photographes de plateau : Jean Klissak, Guy André, Maurice Déribéré
- Production : Clément Duhour
- Direction de production : Gilbert Bokanowski
- Sociétés de production : Les Films C.L.M (Clément Duhour) - Film Sonor - Francinex - Rizzoli Film - (Franco-Italienne)
- Société de distribution : Cinédis
- Pays de production :  France,  Italie
- Tournage : du 14 juin au 30 octobre 1954
- Genre : biographie, drame, film historique
- Format : couleurs (Eastmancolor) - 35 mm - 1,37:1 - mono
- Durée : 182 min - diffusé en 2 époques
- Date de sortie : 25 mars 1955 ou 25 février 1955 (aux cinémas "Gaumont Palace" et "Berlitz", Ref. René Chateau Vidéo)
- Affiche : Jean Mascii (France)

## Distribution

### Par ordre alphabétique (sauf *)
- Jean-Pierre Aumont : Regnault de St-Jean d'Angely
- Jeanne Boitel : Mme de Dino
- Pierre Brasseur : Barras
- Gianna Maria Canale : Pauline Borghèse
- Pauline Carton : une aubergiste
- Jean Chevrier : le général Duroc
- Danielle Darrieux : Éléonore Denuelle de La Plaigne
- Clément Duhour : le maréchal Ney
- Jacques Dumesnil : Jean-Baptiste Bernadotte
- O.W. Fischer : le prince von Metternich
- Jean Gabin : maréchal Lannes
- Daniel Gélin : Bonaparte
- Cosetta Greco : Elisa Bacciochi
- Sacha Guitry : Talleyrand
- Madeleine Lebeau : Émilie Pellapra
- Jean Marais : le comte de Montholon
- Lana Marconi : Marie Walewska
- Luis Mariano : Garat, le chanteur
- Armand Mestral : le général Oudinot
- Michèle Morgan* : Joséphine de Beauharnais
- Yves Montand* : le maréchal Lefebvre
- Patachou : « Madame Sans-Gêne »
- Raymond Pellegrin : Napoléon Ier
- Roger Pigaut : le marquis de Caulaincourt
- Micheline Presle : la reine Hortense de Beauharnais
- Serge Reggiani : Lucien Bonaparte
- Dany Robin : Désirée Clary
- Noël Roquevert : le général Cambronne
- Maria Schell : Marie-Louise d'Autriche
- Erich von Stroheim : Ludwig van Beethoven
- Maurice Teynac : le comte Emmanuel de Las Cases
- Henri Vidal : le maréchal Murat
- Orson Welles : Sir Hudson Lowe

### Non crédités
- Roland Alexandre : le comte de Blanc-Mesnil
- Martine Alexis : Mlle Delacroix
- Anna Amendola : Caroline Murat
- Janine André : une merveilleuse
- Paulette Andrieux : une merveilleuse
- Jean-Marc Anthony : Marmont
- Gino Antonini : le pape Pie VII
- Antonio : le coiffeur
- Louis Arbessier : le maréchal Berthier
- Claude Arlay : Jérôme Bonaparte
- André Auger : un parlementaire
- Lucien Baroux : Louis XVIII
- Betty Beckers : une merveilleuse
- Philippe Beharn : le maréchal Suchet
- Michèle Bernard : une merveilleuse
- Jacques Bertrand : Maréchal Mac Donald
- René Blancard : le général Dummerbion
- Christiane Blondell : Mme Carteaux
- Gilbert Bokanowski : Louis XVI et Marchand
- Noëlle Bourdin : une merveilleuse
- Roland Bourdin : Claude François de Méneval
- Catherine Brieux : une merveilleuse
- Christian Brocard : un spectateur à l'opéra
- Colette Brumaire : une merveilleuse
- Maurice Brutus : le duc de Fleming
- Anne Carrère : Mme Hamelin
- Anthony Carretier : le général Augereau
- Jacqueline Chambord : une merveilleuse
- André Chanu : le général Petit
- Claudy Chapeland : Alexandre Walewski
- Sofiane Cisse : Roustan
- Aimé Clariond : Corvisart
- Félix Clément : Gasparin
- Michèle Cordoue : Julie Clary
- Henri Cote : un parlementaire
- Jean Danet : le général Gourgaud
- Pierre d'Arcey : un parlementaire
- Bob d'Arcy : Wellington
- Louis de Funès : Laurent Passementier, un soldat
- Jean Debucourt : Fouché
- France Degan : une merveilleuse
- Jean Degrave : Davout
- Jean-Jacques Delbo : le général Beker
- Lucien Desagneaux : un parlementaire
- Bernard Dhéran : Bourrienne
- Denis d'Inès : Sieyès
- Dora Doll : une merveilleuse
- Francis d'Orthez : le petit Léon Denuelle
- Paul Dupuis : Neipperg
- Maurice Escande : Louis XV
- Fernand Fabre : François II, d'Autriche
- René Favart : le comte Otto
- Maria Favella : Mme Lætitia
- Jacques Fayet : Eugène de Beauharnais
- Flore Florence : Mme Clary, mère
- Christian Fourcade : Bonaparte, enfant
- Gilbert Gil : Louis Bonaparte
- Michèle Ginesty : une merveilleuse
- Joë Hammann : le général Kellermann
- Yvonne Hebert : une merveilleuse
- Guy Henry : le maréchal Brune
- Illial : Ali
- Daniel Ivernel : Cambacérès
- Françoise Jacquier : une merveilleuse
- Marcel Journet : Choiseul
- Bernard Lefort : un chanteur
- Darling Légitimus[2] : Blanche, la nourrice
- Jacques Maffioli : Constant
- Maurice Maillot : le maréchal Soult
- Yannick Malloire : la petite Pellapra
- Marie Mansart : Mme Bertrand
- Robert Manuel : Joseph Bonaparte
- Jacqueline Marbaux : Mme Talleyrand
- Jean Marchat : le général Bertrand
- Maurice Martelier : Gonthier
- Jean-François Martial : le général Dugommier
- Nicole Maurey : Mme Tallien
- Jean-Pierre Mauriac : le prince Eugène
- Jean-Pierre Maurin : Eugène, enfant
- Umberto Melnati : le cardinal Fesch
- Jean Mouhnir : le cheik El Beckrir
- Charles Moulin : le général Mortier
- Michèle Nadal : une danseuse
- Michel Nastorg : Masséna
- Constantin Neppo : le tsar Alexandre
- Olga Nielsen : une merveilleuse
- Jean Pâqui, dit le « chevalier d'Orgeix » : le général Flahaut
- Simone Paris : La comtesse de Blanc-Mesnil
- Jean-Pierre Pascal : Bourrienne, enfant
- Raphaël Patorni : Linglet
- Jean Piat : Junot
- Marguerite Pierry : Mme de Chabrol-Trompiez
- Liliane Piquet : une merveilleuse
- Stéphane Prince : Martini
- Marcel Raine : le général Duteil
- Gérard Renateau : Antommarchi
- Claude Rey : Lætitia, jeune
- Marcel Rey : Charles Bonaparte
- André Roanne : M. de Remussat
- Jean-Marie Robain : le comte d'Artois
- Jacques Sablon : Robespierre le Jeune
- Louis Saintève : un parlementaire
- René Sarvil : un Marseillais
- Georges Spanelly : Salicetti
- Jean Sylvain : un parlementaire
- Victor Tabournot : un parlementaire
- Nadine Tallier : une merveilleuse
- Marcel Trompier : le maréchal Bessières
- Marcel Vallée : le général Carteaux
- Jacques Varennes : Boissy d'Anglas
- Marcel Vergne : Roger Ducos
- Madeleine Vernet : Madeleine
- Howard Vernon : Lord Liverpool
- Georges Vitray : Gohier
- René Worms : M. de Barbé-Marbois
- Pierre Would : le maréchal Pérignon
- André Chabrol
- Jacques Bézard
- Maurice Bénard
- Max Amyl
- Gaston Rey
- Lucienne Le Marchand
- Sami Frey

### Coupées au montage
- Françoise Arnoul : une fille du Palais-Royal
- Eleonora Rossi Drago : Mme Pauline Fourès
- Simone Renant : Mme de Montholon
- Albert Duvaleix : M. de Blanchetière
- Jean Ozenne : M. de Beauveau
- Raymond Bussières : Raoul Passementier
- Corinne Calvet : Mme Récamier
- Jeanne Fusier-Gir : Mme Leroy
- Pierre Larquey : Hippolyte Passementier
- Fernand Ledoux : Lazare Carnot
- Gaby Morlay : Mme de Blanchetière
- Silvana Pampanini : la Grassini
- Roger Royer : Maurice de Saxe
- Georges Bever : le monsieur maigre
- Gabriel Cattand : le baron Fain
- Alain Bouvette : Eugène Passementier

## Tournage
- La passerelle de Lorey constitue le décor de la scène du franchissement du pont d'Arcole.
- La rencontre de Tilsit de 1807 entre le Tsar et Napoléon a été tournée face à l'Hostellerie du Passeur à Herblay-sur-Seine.